# Tetrablemma rhinoceros
Tetrablemma rhinoceros är en spindelart som först beskrevs av Brignoli 1974.  Tetrablemma rhinoceros ingår i släktet Tetrablemma och familjen Tetrablemmidae.
Artens utbredningsområde är Angola. Inga underarter finns listade i Catalogue of Life.